# Ne me libérez pas, je m'en charge
Pour plus de détails, voir Fiche technique et Distribution.
Ne me libérez pas, je m'en charge est un documentaire français de Fabienne Godet, sorti en 2009.

## Synopsis
Ancien braqueur fiché au grand banditisme, Michel Vaujour a toujours préféré la fuite à la prison, l’aventure à la soumission, la liberté à la loi. En l’espace de 30 ans, il aura passé 27 ans en prison – dont 17 en cellule d’isolement – et sera parvenu à s’en échapper à cinq reprises avant d’obtenir une libération conditionnelle en 2003. Si cette vie trépidante l’a souvent exposé au pire, elle l’a aussi confronté à un incroyable face-à-face avec lui-même. Avec le temps, cette fuite en avant est devenue une ascension intérieure, une esquisse de philosophie où il lui a fallu vaincre une certaine idée de soi, de la vie et des autres. C’est à ce voyage initiatique que nous convie ce film. 

## Fiche technique
- Réalisation : Fabienne Godet
- Scénario : Fabienne Godet et Franck Vassal
- Directeur de la photographie : Crystel Fournier
- Montage : Florent Mangeot
- Musique originale : Xavier Godet
- Montage son : Nathalie Vial
- Producteur : Bertrand Faivre
- Production : Le Bureau
- Distribution : Haut et court
- Genre : documentaire
- Durée : 107 minutes
- Langue : français
- Date de sortie : 8 avril 2009

## Distribution
- Michel Vaujour : lui-même

## Festivals
Ne me libérez pas, je m'en charge est présenté à l'international par Celluloid Dreams sous le titre My Greatest Escape. Le film est présenté au festival Premiers Plans en 2009[réf. souhaitée] et est sélectionné lors de la dernière Berlinale, dans la section Forum.
Le film remporte le Prix du Jury au Festival d'Aubagne 2009.